# Tensió de Von Mises
La tensió de Von Mises  és una magnitud física proporcional a l'energia de distorsió. A enginyeria estructural s'usa en el context de les teories d'error com a indicador d'un bon disseny per a materials dúctils.
L'energia de Von Mises es pot calcular fàcilment a partir de les tensions principals de tensor tensió en un punt d'un sòlid deformable, mitjançant l'expressió:

{\displaystyle \sigma _{VM}={\sqrt {\frac {(\sigma _{1}-\sigma _{2})^{2}+(\sigma _{2}-\sigma _{3})^{2}+(\sigma _{3}-\sigma _{1})^{2}}{2}}}}

Sent {\displaystyle \sigma _{1},\sigma _{2},\sigma _{3}\,} les tensions principals.
La tensió de Von Mises i el criteri d'error elàstic associat deu el seu nom a Richard von Mises (1913) va proposar que un material dúctil patia error elàstic quan l'energia de distorsió elàstica superava cert valor. No obstant això, el criteri va ser clarament formulat amb anterioritat per Maxwell a 1865 més tard també Huber (1904), en un article en polonès anticipar fins a cert punt la teoria de fallada de Von Mises. Per tot això a vegades es diu a la teoria de fallada elàstica basada en la tensió de Von Mises com a teoria de Maxwell-Huber-Hencky-von Mises i també  teoria d'error  J   2  .

## Formulació matemàtica
La tensió de Von Mises és un escalar proporcional a l'energia de deformació elàstica de distorsió que pot expressar-se en funció de les components del tensor tensió, en particular admet una expressió particularment simple en funció de les tensions principals, de manera que la tensió de Von Mises es pot calcular a partir de l'expressió de l'energia de deformació distorsiva.
Igualment la superfície de fluència d'un material que falla d'acord amb la teoria d'error elàstic de Von Mises es pot escriure com el·lloc geomètric dels punts on la tensió de Von Mises com a funció de les tensions principals supera cert valor. Matemàticament aquesta equació pot expressar-se encara com el conjunt de punts on l'invariant quadràtic de la part desviadora del tensor tensió supera cert valor.

### Energia de deformació
L'energia de deformació d'un sòlid deformable, iguala al treball exterior de les forces que provoquen aquesta deformació. Aquest treball es pot descompondre en el treball invertit a canviar la forma del cos o energia de distorsió i el treball invertit a comprimir o dilatar el cos mantenint constants les relacions geomètriques o energia elàstica volumètrica:

(1){\displaystyle E_{def}=E_{def,V}+E_{def,dist}\,}

Els dos termes venen donats per:

(2a){\displaystyle E_{def,V}={\frac {V}{\frac {3}{2}}}(\sigma _{xx}+\sigma _{ii}+\sigma _{zz})^{2}{\frac {1/2\nu }{e}}dV=+{\frac {V}{\frac {(\sigma _{xx}+\sigma _{ii}+\sigma _{zz})^{2}}{2K}}}dV\,}

(2b){\displaystyle E_{def,dist}=E_{def}-E_{def,V}=\int _{V}{\frac {1}{6G}}\left[\sigma _{XX}^{2}+\sigma _{ii}^{2}+\sigma _{zz}^{2}-(\Sigma _{XX}\sigma _{ii}+\sigma _{ii}\sigma _{zz}+\sigma _{zz}\sigma _{xx})\right]dV+\int _{V}{\frac {1}{2G}}\left[\tau _{xy}^{2}+\tau _{iz}^{2}+\tau _{zx}^{2}\right]dV}

Sovint, l'energia de distorsió donada per l'última expressió, s'expressa en termes d'una combinació especial de les altres components de tensió anomenada tensió de Von Mises:

(3){\displaystyle E_{def,dist}=\int _{V}{\frac {\sigma _{VM}^{2}}{6G}}dV}

Igualant els integrandos de(2)i(3)s'obté que la tensió de Von Mises ve donada precisament per:

(4){\displaystyle \sigma _{VM}={\sqrt {\sigma _{XX}^{2}+\sigma _{ii}^{2}+\sigma _{zz}^{2}-(\Sigma _{XX}\sigma _{ii}+\sigma _{ii}\sigma _{zz}+\sigma _{zz}\sigma _{xx})+3(\tau _{xy}^{2}+\tau _{yz}^{2}+\tau _{zx}^{2})}}}

### Invariant quadràticJ2
L'energia de distorsió considerada en la secció anterior pot ser calculada a partir de la part desviadora del tensor tensió:

{\displaystyle [s_{ij}]=[\sigma _{ij}]-\sigma _{V}[I]={\begin{bmatrix}\sigma _{x}-\sigma _{V}&\tau _{xy}&\tau _{xz}\\\tau _{ix}&\sigma _{y}-\sigma _{V}&\tau _{iz}\\\tau _{zx}&\tau _{zi}&\sigma _{z}-\sigma _{V}\end{bmatrix}}}

on 

{\displaystyle \sigma _{V}={\frac {\sigma _{x}+\sigma _{y}+\sigma _{z}}{3}}}

El segon invariant quadràtic d'aquest tensor anomenat  J   2 , és proporcional a la tensió de Von Mises i resulta ser:

{\displaystyle J_{2}={\frac {1}{6}}\left[(\sigma _{x}-\sigma _{y})^{2}+(\sigma _{y}-\sigma _{z})^{2}+(\sigma _{x}-\sigma _{z})^{2}+6(\tau _{iz}^{2}+\tau _{zx}^{2}+\tau _{xy}^{2})\right]={\frac {\sigma _{VM}^{2}}{3}}}

Per aquesta raó a vegades la teoria de fallada de Von Mises es diu  teoria d'error  J   2  .

## Tensió de Von Mises i tensions principals
Encara que l'expressió(4)ofereix una fórmula pràctica per calcular la tensió de Von Mises o equivalent l'energia de deformació distorsiva. L'expressió se simplifica molt si fem servir en cada punt les tres tensions principals per al càlcul de la tensió de von Mises:

(5a){\displaystyle \sigma _{VM}={\sqrt {\sigma _{1}^{2}+\sigma _{2}^{2}+\sigma _{3}^{2}-(\sigma _{1}\sigma _{2}+\sigma _{2}\sigma _{3}+\sigma _{3}\sigma _{1})}}}

Aquesta expressió es pot simplificar encara més:

(5b){\displaystyle \sigma _{VM}={\sqrt {\frac {(\sigma _{1}-\sigma _{2})^{2}+(\sigma _{2}-\sigma _{3})^{2}+(\sigma _{3}-\sigma _{1})^{2}}{2}}}}

## Tensió de Von Mises en una biga
Usualment en una biga només 3 de les 6 components del tensor tensió són diferents de zero: la tensió normal a la secció transversal i dos components independents associades a la tensió tangencial, en aquest cas les tensions principals resulten ser:

{\displaystyle {\begin{cases}\sigma _{1}={\cfrac {\sigma _{x}+{\sqrt {\sigma _{x}^{2}+4(\tau _{xy}^{2}+\tau _{xz}^{2})}}}{2}}\\\sigma _{2}=0\\\sigma _{3}={\cfrac {\sigma _{x}-{\sqrt {\sigma _{x}^{2}+4(\tau _{xy}^{2}+\tau _{xz}^{2})}}}{2}}\end{cases}}}

D'on se segueix que:

(6){\displaystyle \sigma _{VM}={\sqrt {\sigma _{x}^{2}+3(\tau _{xy}^{2}+\tau _{xz}^{2})}}={\sqrt {\sigma ^{2}+3\tau ^{2}}}}

## Tensió de Von Mises en una placa
Usualment en una placa només 3 de les 6 components del tensor tensió són diferents de zero {\displaystyle \sigma _{x},\sigma _{y},\tau _{xy}\,}, a partir de les quals es poden calcular les tensions principals {\displaystyle \sigma _{1},\sigma _{2},\sigma _{3}\,}:

{\displaystyle {\begin{cases}\sigma _{1}={\cfrac {\sigma _{x}+\sigma _{y}+{\sqrt {(\sigma _{x}-\sigma _{y})^{2}+4\tau _{xy}^{2}}}}{2}}\\\sigma _{2}=0\\\sigma _{3}={\cfrac {\sigma _{x}+\sigma _{y}--{\sqrt {(\sigma _{x}-\sigma _{y})^{2}+4\tau _{xy}^{2}}}}{2}}\end{cases}}}

D'on se segueix que la tensió de Von Mises és:

(7){\displaystyle \sigma _{VM}={\sqrt {\sigma _{x}^{2}-\sigma _{x}\sigma _{y}+\sigma _{y}^{2}+3\tau _{xy}^{2}}}}